# Victor Borges
Victor Borges (2 de agosto de 1962 – 17 de fevereiro de 2012), de seu nome completo Victor Manuel Caetano Borges, foi um português com atividade nos domínios de arquitetura, escultura, pintura e literatura.

## Biografia
De família originária da freguesia de Alte, concelho de Loulé (Portugal), Victor Borges nasceu na Quinta do Freixo, na vizinha freguesia de Benafim, pertencente ao mesmo concelho. Na infância, emigrou com os pais para França, onde estudou. Já adolescente, regressou a Portugal, com a família. 
Mais tarde,voltou a emigrar, mas desta vez para os Estados Unidos, onde, na cidade de Nova Iorque, estudou e trabalhou no domínio da arquitetura durante cerca de dez anos. 
Regressado definitivamente a Portugal, radicou-se em Benafim, onde viria a morrer, de doença súbita, com cinquenta anos incompletos.

## Obra

### Arquitetura
Victor Borges interveio em numerosos projetos de arquitetura, alguns dos quais em colaboração com um gabinete sediado na sua localidade de residência de Benafim. Destaca-se, entre estes, o «Pátio de D. Antónia», um monumento à memória de Antónia do Carmo Provisório da Silva Campos, ilustre benemérita da freguesia. 
No momento da sua prematura morte, Victor Borges trabalhava num projeto de requalificação urbana do centro de Portimão e na recuperação do emblemático café que serviu de cenário ao filme Casablanca, de 1942, na cidade marroquina do mesmo nome.

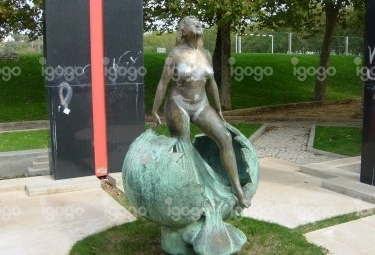
Pormenor da escultura em bronze «Ara Vitae»

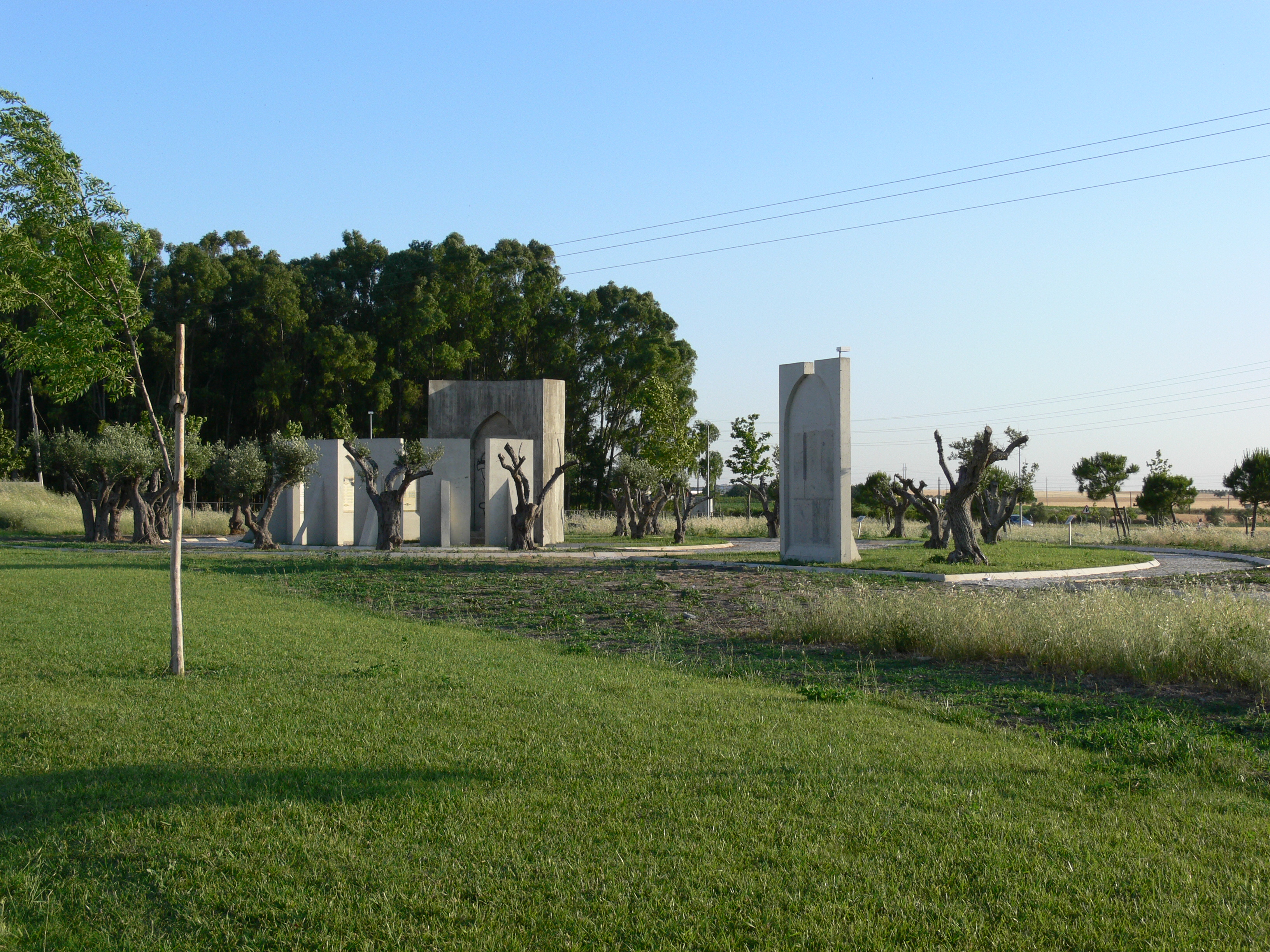
Monumento a Al-Mu'Tamid, de Victor Borges, em Beja

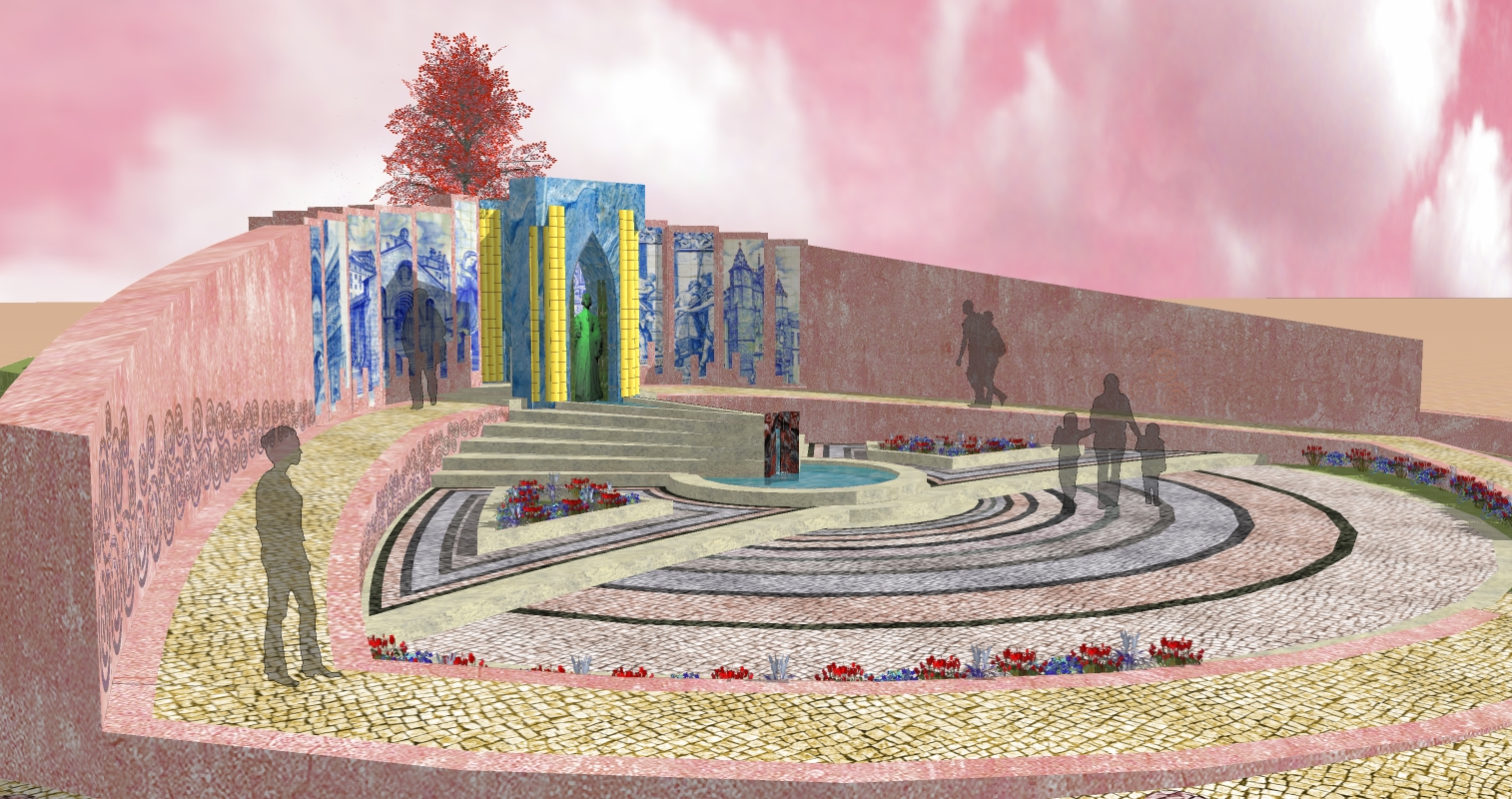
Projeto de monumento a Isabel de Portugal, previsto por Victor Borges para Bruges (Bélgica)

### Escultura
Victor Borges é autor de alguns conjuntos escultóricos, como a Ara Vitae (em tempos no Parque Municipal de Loulé e atualmente na sua terra natal, Benafim) e um monumento ao poeta árabe al-Mu’Tamid, que nasceu em Beja em 1040, durante a ocupação islâmica da Península Ibérica. 
Na altura da sua morte, Victor Borges trabalhava igualmente num projeto de monumento a Isabel de Portugal (Madame la Grande), a filha de D. João I e de D. Filipa de Lencastre que, em 1430, se casou na cidade flamenga de Bruges com Filipe o Bom, Duque de Borgonha, com quem gerou o carismático Carlos, Duque da Borgonha, conhecido como Carlos, o Temerário.

### Pintura e desenho
Neste domínio, destaca-se uma série de painéis com a reconstituição completa de Xelb (designação árabe de Silves durante a ocupação islâmica da Península Ibérica) em 1230 (ou seja, por volta do momento em que a cidade foi tomada, no âmbito da Reconquista cristã). Estes painéis incluem plantas, desenhos de pormenor e levantamentos nos quatro pontos cardeais.

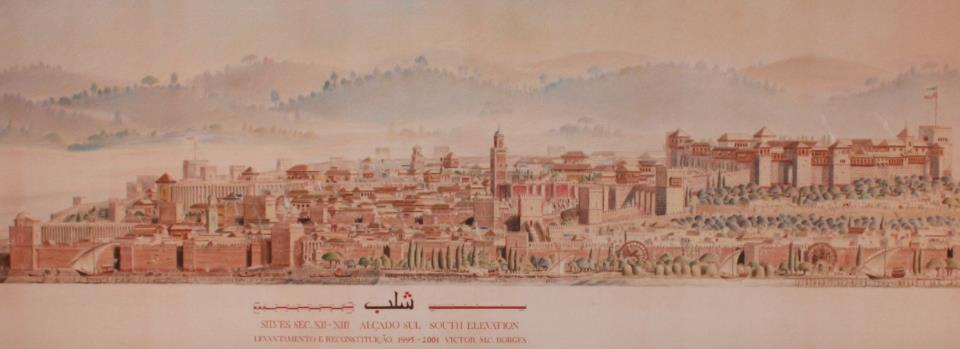
Painéis de Victor Borges, com uma reconstituição de Xelb (Silves) em 1230

### Literatura
Em 2011, Victor Borges publicou o livro Cursum Perficio – Viagem a Akhshânba, que foi editado pela Orfeu Editora – Livraria Portuguesa e Galega (Bruxelas) e teve prefácio de Adalberto Alves. Trata-se de uma obra de ficção inspirada na vida de Maryam Bint Abi Ya`Qûb al-Faysuli al-Ânsarî, uma poetisa originária do que mais tarde viria a ser o Algarve e que, no ano 1021, viajou desde Ishbíliya (a atual Sevilha), onde vivia, até à terra dos seus antepassados. O livro é o diário imaginário de Maryam al-Ânsarî, para o qual Victor Borges se documentou profundamente. Todos os detalhes da viagem se baseiam em factos reais. Embora islamizada, Maryam al-Ânsarî era da raça dos cúneos (ou cónios), um povo do sudoeste da Península Ibérica, anterior inclusivamente aos romanos (e, a fortiori, aos árabes), que é igualmente protagonizado no livro de João Aguiar «A Voz dos Deuses – Memórias de um Companheiro de Viriato». O que hoje é o Algarve fazia parte da Tartéssia, uma civilização que teve pontos altos em cidades como Gadir, a atual Cádis (em espanhol, Cádiz). Os romanos chamaram à região «Ossonoba» (Ossónoba), sendo «Akhshânba» uma corruptela árabe deste nome.
Em dezembro de 2012, foi publicada por Arandis Editora, a título póstumo, a obra «Apokalypsis/Ἀποκάλυψις», uma compilação de manuscritos e desenhos de Victor Borges ao longo dos últimos vinte anos da sua vida, sobre as origens do cristianismo.